# سيلفيان بلوين
سيلفيان بلوين هو لاعب هوكي جليد كندي، ولد في 21 مايو 1974 في مونتريال في كندا.

## وصلات خارجية
- سيلفيان بلوين على موقع دوري الهوكي الوطني (الإنجليزية)
- سيلفيان بلوين على موقع قاعة مشاهير الهوكي (لاعب أن.إتش.أل) (الإنجليزية)
- سيلفيان بلوين على موقع EliteProspects.com (الإنجليزية)
- سيلفيان بلوين على موقع HockeyDB.com (الإنجليزية)
- سيلفيان بلوين على موقع Hockey-Reference.com (الإنجليزية)